# Adlavikeilanden
De Adlavikeilanden zijn een archipel in Newfoundland en Labrador, de oostelijkste provincie van Canada. De eilandengroep bevindt zich in de Labradorzee, vlak voor de kust van de regio Labrador, en maakt deel uit van het autonoom gebied Nunatsiavut

## Toponymie
De naam Adlavik stamt uit de Inuittalen en kan vertaald worden als "plaats waar indianen gedood werden". De naam sloeg oorspronkelijk op een natuurlijke haven en baai en werd later ook in gebruik genomen voor de nabijgelegen eilandengroep.

## Geschiedenis
Op Long Tickle Island, aan de oevers van Adlavik Harbour, bevond zich van circa 1680 tot circa 1750 een kleine Inuitnederzetting. Deze werd door archeologen voor het eerst onderzocht in 1987 en verder opgegraven in 1999–2002. Het was een van de zuidelijkste Inuitnederzettingen in Labrador.

## Geografie
De archipel ligt langs een onbewoond stuk kustlijn van centraal Labrador, met eilanden die gemiddeld op 4 tot 12 km voor de kust gelegen zijn. Zo'n 20 km ten noordwesten van de archipel ligt Makkovik, de dichtstbij gelegen bewoonde plaats.
Kikkertavak Island is met een oppervlakte van 35,5 km² bij verre het grootste eiland van de Adlavikeilanden. De grootste andere eilanden van de archipel zijn Southern Island (11,2 km²), Long Tickle Island (11,2 km²) en Morgan's Island (5,70 km²). Kleinere tot de archipel behorende eilanden zijn Blandford Island, Conical Island, Flat Island, Hare Island, Mortimer Island, Pigeon Island, Pretty Harbour Island en Tikaoralik Islet.
Manak Island, Indian Island, Iron Island en Dog Island, vier relatief dicht bij de kust gelegen eilanden, worden ondanks hun nabijheid niet tot de archipel gerekend.